# Michel Lentz
Michel Lentz (Luxemburg-Stad, 21 mei 1820 – aldaar, 7 september 1893) was een Luxemburgs jurist, auteur, dichter en toneelschrijver. Hij wordt beschouwd als een van de nationale dichters van het groothertogdom.

## Leven en werk
Michel Lentz was een zoon van meesterbakker Jean-Pierre Lentz en Marguerite Spresser. Hij werd opgeleid aan het Athénée royal grand-ducal en studeerde aansluitend filologie in Brussel. Eind 1842 kwam hij in dienst van de overheid. Hij startte als ambtenaar bij het regeringssecretariaat, vanaf 1869 werkte hij als bureauchef en adviseur voor de Rekenkamer. In 1892 ging hij met pensioen. 
Als schrijver publiceerde Lentz onder meer satirische en patriottische gedichten en liederen. Aan De Feierwon, dat hij in 1859 schreef ter gelegenheid van de inhuldiging van de spoorweg, is Luxemburgs officieuze motto 'Mir wëlle bleiwe wat mir sinn' ontleend. Lentz is bovendien de tekstschrijver van Ons Heemecht (1864), dat in 1993 het officiële volkslied van het Groothertogdom Luxemburg werd. Een groot deel van zijn gedichten werd gepubliceerd in de bloemlezingen Spâss an Iérscht (1873) en Hierschtblummen (1887) in de krant Das Luxemburger Land. Een deel van zijn gedichten werd door Edmond de la Fontaine, Laurent Menager, Joseph-Alexandre Müller, Jean-Antoine Zinnen en anderen op muziek gezet.
Michel Lentz overleed 73-jarige leeftijd. Hij kreeg een staatsbegrafenis op de Cimetière Notre-Dame, waarbij minister van staat Paul Eyschen een grafrede uitsprak. In 1903 werd in Luxemburg-Stad het Dicks-Lentz-monument onthuld, ter herinnering aan Lentz en de dichter Dicks. Lentz werd afgebeeld op Luxemburgse postzegels (1947) en euromunten (1997).

## Galerij

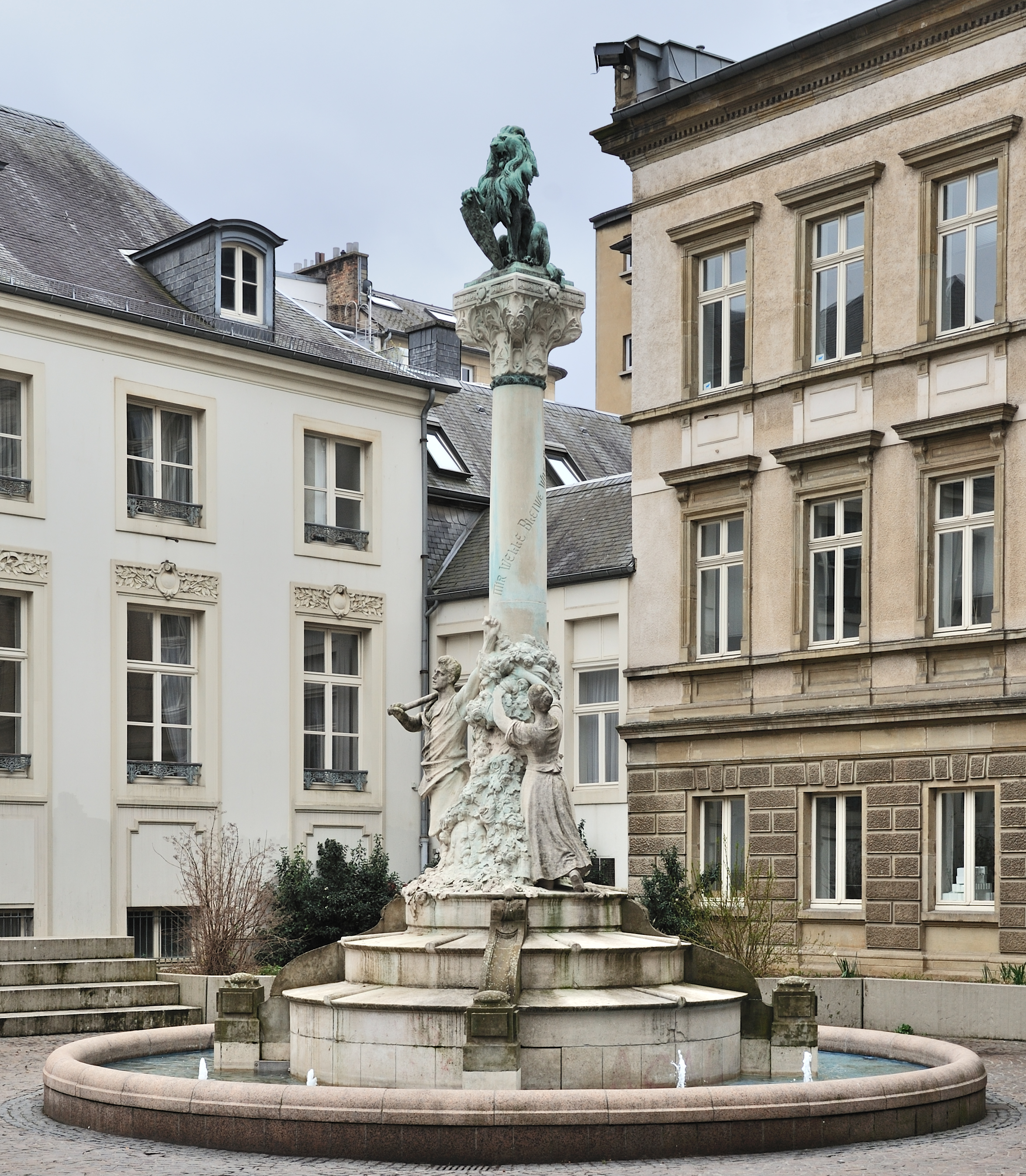
Dicks-Lentz-monument in Luxemburg-Stad
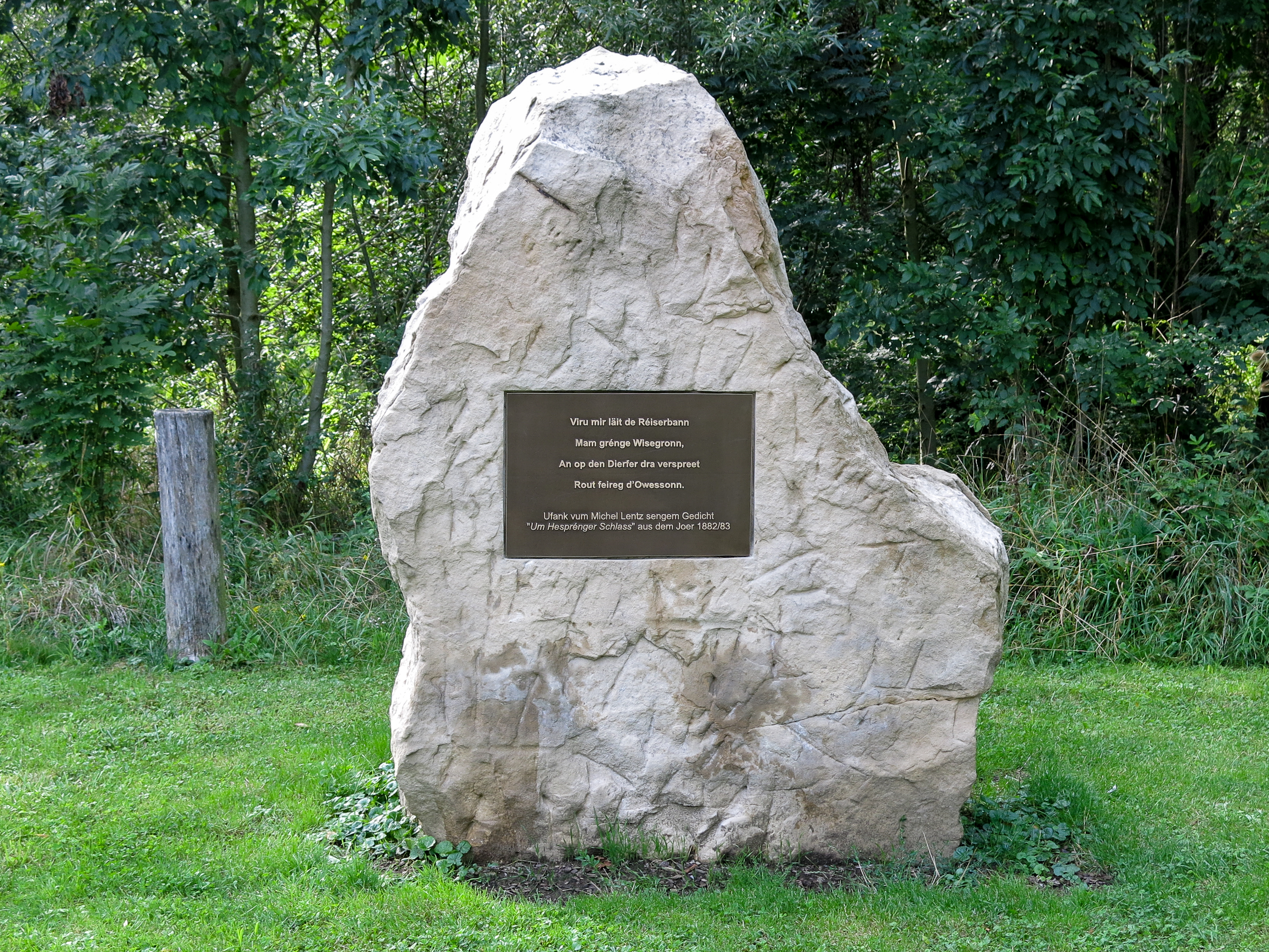
Monument Lentz in het Hesper Park, Hesperange.
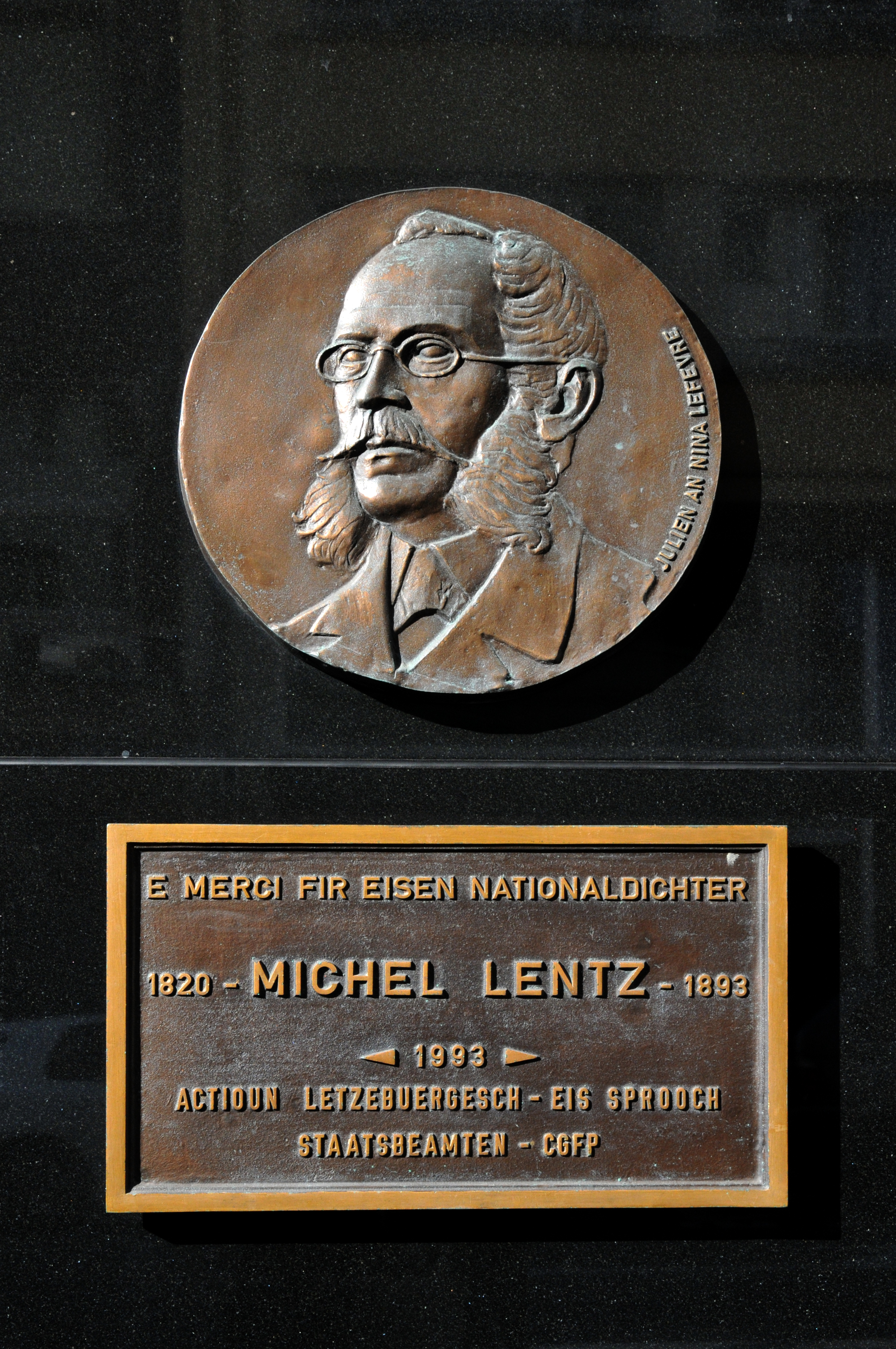
plaquette in Luxemburg-Stad

- Bibliothèque nationale de France: cb12351020v (data)
- Gemeinsame Normdatei: 105283373X
- International Standard Name Identifier: 0000 0000 2057 0167
- Library of Congress Control Number: no2018142106
- MusicBrainz: 9bc9cdb7-11b0-4abb-a76b-45c0c8f27428
- Virtual International Authority File: 19753140
- WorldCat: E39PBJqVXRx8vttdghgtj7pVmd